# 500 Milhas de Indianápolis de 1965
Resultados das 500 Milhas de Indianápolis de 1965, no circuito de Indianapolis na segunda-feira, 31 de Maio de 1965.
| Pos final | Pos inicial | N.º | Nome              | Qual    | Rank | Voltas | Led | Posição         |
| --------- | ----------- | --- | ----------------- | ------- | ---- | ------ | --- | --------------- |
| 1         | 2           | 82  | Jim Clark         | 160.729 | 2    | 200    | 190 | Corrida         |
| 2         | 5           | 98  | Parnelli Jones    | 158.625 | 5    | 200    | 0   | Corrida         |
| 3         | 4           | 12  | Mario Andretti    | 158.849 | 4    | 200    | 0   | Corrida         |
| 4         | 7           | 74  | Al Miller         | 157.805 | 7    | 200    | 0   | Corrida         |
| 5         | 14          | 76  | Gordon Johncock   | 155.012 | 20   | 200    | 0   | Corrida         |
| 6         | 15          | 81  | Mickey Rupp       | 154.839 | 21   | 198    | 0   |                 |
| 7         | 22          | 83  | Bobby Johns       | 155.481 | 17   | 197    | 0   |                 |
| 8         | 18          | 4   | Don Branson       | 155.501 | 16   | 197    | 0   |                 |
| 9         | 32          | 45  | Al Unser          | 154.440 | 29   | 196    | 0   |                 |
| 10        | 28          | 23  | Eddie Johnson     | 153.998 | 32   | 195    | 0   |                 |
| 11        | 9           | 7   | Lloyd Ruby        | 157.246 | 9    | 184    | 0   | Motor           |
| 12        | 12          | 16  | Len Sutton        | 156.121 | 13   | 177    | 0   |                 |
| 13        | 29          | 14  | Johnny Boyd       | 155.172 | 19   | 140    | 0   | Caixa de Velo.  |
| 14        | 21          | 53  | Walt Hansgen      | 155.662 | 15   | 117    | 0   |                 |
| 15        | 1           | 1   | A.J. Foyt         | 161.233 | 1    | 115    | 10  | Caixa de Velo.  |
| 16        | 24          | 5   | Bud Tingelstad    | 154.672 | 23   | 115    | 0   | Choque T3       |
| 17        | 6           | 66  | Billy Foster      | 158.416 | 6    | 85     | 0   | Water manifold  |
| 18        | 19          | 18  | Arnie Knepper     | 154.513 | 28   | 80     | 0   | Cilindros       |
| 19        | 8           | 9   | Bobby Unser       | 157.467 | 8    | 69     | 0   |                 |
| 20        | 13          | 52  | Jim McElreath     | 155.878 | 14   | 66     | 0   |                 |
| 21        | 16          | 94  | George Snider     | 154.825 | 22   | 64     | 0   |                 |
| 22        | 25          | 65  | Ronnie Duman      | 154.533 | 27   | 62     | 0   |                 |
| 23        | 31          | 41  | Masten Gregory    | 154.540 | 26   | 59     | 0   | Pressão de Óleo |
| 24        | 10          | 54  | Bob Veith         | 156.427 | 11   | 58     | 0   | Pistão          |
| 25        | 26          | 88  | Chuck Stevenson   | 154.275 | 30   | 50     | 0   | Piston          |
| 26        | 3           | 17  | Dan Gurney        | 158.898 | 3    | 42     | 0   |                 |
| 27        | 17          | 48  | Jerry Grant       | 154.606 | 24   | 30     | 0   | Magneto         |
| 28        | 30          | 19  | Chuck Rodee       | 154.546 | 25   | 28     | 0   |                 |
| 29        | 27          | 29  | Joe Leonard       | 154.268 | 31   | 27     | 0   | Óleo            |
| 30        | 23          | 25  | Roger McCluskey   | 155.186 | 18   | 18     | 0   | Embreagem       |
| 31        | 11          | 24  | Johnny Rutherford | 156.291 | 12   | 15     | 0   |                 |
| 32        | 33          | 47  | Bill Cheesbourg   | 153.774 | 33   | 14     | 0   | Magneto         |
| 33        | 20          | 59  | Jim Hurtubise     | 156.863 | 10   | 1      | 0   | Transmissão     |